# Christoph Klippel
Christoph Klippel (* 2. November 1986 in Dresden) ist ein ehemaliger deutscher Fußballspieler. Er war Abwehrspieler, konnte aber auch im defensiven Mittelfeld spielen. Von 2020 bis 2024 trainierte er den FV Dresden 06 Laubegast.

## Karriere
Klippel begann seine Karriere 1991 beim Radeberger SV und blieb dort bis 1998. Dann ging er zu Borea Dresden, wo er bis 2009 aktiv war. Anschließend spielte er für Dynamo Dresden. Als nomineller Akteur der zweiten Mannschaft erhielt er auch drei Einsätze in der 3. Fußball-Liga. Sein Debüt für Dynamos Erste gab er am 31. Oktober 2009 gegen Unterhaching unter Trainer Matthias Maucksch. Dann folgte ein Wechsel nach Halle. Seit 2011 spielte er beim SV Meppen. Hier absolvierte Klippel 53 Regionalligaeinsätze, bei denen ihm ein Tor gelang. Bei seinen vorherigen Stationen kam der „Rechtsfuß“ bereits in über 130 Oberligaspielen zum Einsatz. Am 3. Mai 2012 wurde Klippel dann beim Regionalligaaufsteiger Sportfreunde Siegen als Neuzugang für die Saison 2012/13 präsentiert. Er unterschrieb einen Vertrag bis 2013. Zur Saison 2013/14 wechselte er in die Regionalliga Nordost zum FC Viktoria 1889 Berlin. Am 20. Mai 2014 unterschrieb Klippel einen Zweijahresvertrag beim FC Carl Zeiss Jena; er wechselte im Sommer 2015 zum Ligakonkurrenten FSV Budissa Bautzen. Im Januar 2017 löste er seinen Vertrag in Bautzen auf.
Bereits 2016 hatte Klippel das Training des SC 1911 Großröhrsdorf in der Kreisoberliga Westlausitz übernommen und war ab 2017 dort auch als Spieler aktiv.
Zum 1. Juli 2020 wurde er als Trainer beim sächsischen Landesligisten FV Dresden 06 Laubegast vorgestellt.